# Titi/Muttonbird Islands

Karte mit Titi Islands (alte Bezeichnung)

Titi/Muttonbird Islands, vor Oktober 2001 Muttonbird (Titi) Islands genannt, ist die Bezeichnung für fünf nicht zusammenhängende Gruppen von Inseln vor Stewart Island/Rakiura im Süden von Neuseeland. Administrativ gehören alle Inseln zur Region Southland.

## Namensherkunft
Ihren Namen erhielten die Inselgruppen wegen der traditionellen Jagd der Māori auf die auf den Inseln lebenden Sturmtaucher, in der Sprache der Māori: Tītī genannt. In der englischen Sprache heißen die Vögel Muttonbird. Zwischen dem 1. April und dem 31. Mai jeden Jahres dürfen die Rakiura Māori die Sturmtaucherküken zum Verzehr sammeln.

## Geographie
Die fünf Inselgruppen, die unter dem Namen Titi/Muttonbird Islands zusammengefasst werden, befinden sich ostnordöstlich, ostsüdöstlich und südwestlich von Stewart Island/Rakiura, allesamt nicht weiter als 8,5 km von Stewart Island/Rakiura entfernt.

### Inselgruppen
- östlich von Oban in der Foveaux Strait (46° 51′ S, 168° 14′ O) von Nord nach Süd:

Zero Rock, North Island, Womens Island, Motunui/Edwards Island, Jacky Lee Island (Pukeokaoka), Maria Higgins Rock, Fish Rock, Herekopare Island (Te Marama), Bunker Islets, Kanetetoe Islands
- Breaksea Islands (47° 7′ S, 168° 12′ O) von Nord nach Süd:

Rukawahakura Island, Potuatua Island, Takawini Island, Pomatakiarehua Island, Kaihuka Island und Wharepuaitaha Island
- die Boat Group (47° 8′ S, 167° 32′ O) von Nord nach Süd:

Kundy Island, Betsy Island, Big Island, Timore Island (Chimneys)
und die Einzelinseln Rat Island, östlich der Boat Group sowie Bull and Cow, The Sisters und Goose Island, südlich der Boat Group
- westlich der Boat Group (47° 8′ S, 167° 25′ O) von Nord nach Süd:

Mokinui/Big Moggy Island, Mokiiti/Little Moggy Island
- südwestlich Inselgruppe (47° 13′ S, 167° 23′ O) von Nord nach Süd:

Kaimohu Island, Pukuparara Island, Putauhina Island, Rerewhakaupoko Island, Tamaitemioka Island, Pohowaitai Island, Putauhina Nuggets, Pukeweka Island, Taukihepa/Big South Cape Island, Poutama Island